# José María Tenorio Herrera
José María Tenorio Herrera (Sevilla, 1787- Villalba del Alcor (Huelva) 1867) fue un escritor español, juez y traductor de la lengua inglesa al español. 

## Biografía
Formado humanística y jurídicamente en la ciudad de Sevilla, estudia Derecho y legislación en la Universidad de Sevilla, ciudad ésta donde se relacionó con la incipiente generación de folcloristas andaluces encabezada por el catedrático de universidad Antonio Machado Núñez. 
Trabajó en la traducción de obras jurídicas y de literatura inglesa. Su creación literaria gira en torno a las costumbres populares, caza, pesca y el folclore regional, fruto de sus aficiones, viajes y observaciones de campo. José María Tenorio forma parte del primer núcleo de sociólogos y folkloristas de España, junto a figuras del siglo XIX, como Antonio Machado Álvarez, Federico de Castro y Herbert Spencer.
Frecuentó tertulias literarias y amistades de escritores como la que mantuvo con el escritor José María Blanco White, Espronceda y Alberto Lista.
Ejerció de magistrado en varias localidades españolas como Huelva, Granada y Valverde del Camino.
En 1861 publicó el La aviceptología ó Manual completo de caza y pesca, testimonio de su recorrido y conocimiento de la caza y pesca en España, libro que alcanzó una gran difusión en Europa.
El libro La aviceptología está dividido en tres tratados. El primero contiene trucos y descripción de artes ancestrales para atrapar a las aves, así como un tratado para su cría en jaula y su canto. El segundo trata de la caza mayor y la montería. El tercer tratado versa sobre la pesca práctica y el pescador. El libro incluye el bando de caza y pesca de la época y se complementa con grabados ilustrativos y pedagógicos.
Adscrito al pensamiento reformista moderado que le causó problemas políticos en la España de su época, llegó a ser cesado en su puesto de magistrado en 1854, para ser rehabilitado posteriormente hasta su jubilación como juez en Valverde del Camino (Huelva).

## Obras
- Noticia histórica del proyecto de repoblación de la antigua aldea del Gallego que estuvo situada sobre la frontera de Portugal en el término de la villa de Aroche. Texto impreso en Huelva, editorial Gálvez y Cia. 1837.
- De la montería o Caza mayor. Texto impreso en Sevilla, imprenta Álvarez 1839.
- Historia de la Monja Alférez, Dª Catalina de Erauso, (1592-1650). Impreso en Madrid 1842.
- Bentham y de los más célebres jurisconsultos de todos los tribunales / por Santiago Glassford; traducido al castellano por José María Tenorio y Herrera. Editado en Madrid por Viuda de Jordan e hijos, Madrid, 1842 .
- Esteban el Manco. Novela histórica de Enrique Berthoud y Ana de Arfet; traducido al castellano del inglés por José María Tenorio Herrera. Editor, Tipografía del Príncipe, Madrid. 1843.
- Los españoles pintados por sí mismos. Varios autores, entre ellos José María Tenorio Herrera. Editor, Ignacio Boix, Madrid 1844.
- La aviceptológia ó Manual completo de caza y pesca : dividido en tres tratados : obra útil para los aficionados á caza y pesca. Impresión de D. José Cuesta; 1861 (Madrid). Reediatado por la Editorial Maxtor Librería en el año 2001.

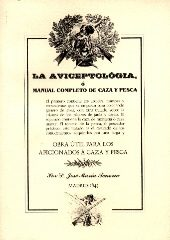
La aviceptología